# Zatoka Lwia
Zatoka Lwia (Zatoka Liońska, fr. Golfe du Lion) – zatoka będąca północną częścią Morza Śródziemnego, u południowych wybrzeży Francji (Oksytania). Ciągnie się od miasta Tulon na wschodzie, do granicy francusko-hiszpańskiej na zachodzie. Wcina się 125 km w głąb lądu. Wejście ma szerokość 245 km, głębokość dochodzi do 2000 m. Główne porty wzdłuż zatoki to Marsylia, Sete i Tulon. Wybrzeże posiada bardzo dobre zagospodarowanie turystyczne, co daje mieszkańcom regionu ok. 1/2 zarobku.
Większość linii brzegowej składa się z lagun i słonych bagien. Zatoka stanowi szelf kontynentalny. Na zatoce zimą i wiosną zjawia się zimny i suchy wiatr północny Mistral, wiosną i jesienią oddziaływuje ciepły i wilgotny południowy Marin. Temperatura wód przypowierzchniowych na zatoce waha się od 13 °C w zimie do 22 °C latem. Średnie zasolenie wynosi 37,7‰.
Większe rzeki, które wpadają do zatoki, to (od zach. do wsch.): Tech, Têt, Aude, Orb, Hérault, Vidourle i Rodan. Największą rzeką uchodzącą do zatoki jest Rodan, z deltą 930 km². 